# Белогрудый пищуховый пересмешник
Белогрудый пищуховый пересмешник (лат. Ramphocinclus brachyurus) — вид воробьиных птиц из семейства пересмешниковых (Mimidae). Выделяют два подвида. Номинативный подвид обитает только на Мартинике.

## Описание
Воробьиная птица средних размеров, отличающиеся ярко-белыми нижними частями тела и гладкой спинкой цвета мокко. Самцы и самки имеют одинаковое оперение, но самцы в среднем немного крупнее. Недавно оперившиеся птицы полностью шоколадно-коричневые, а белая грудка развивается примерно через месяц. Подобно другим родственным видам имеют длинный, слегка изогнутый клюв и длинные ноги.

## Биология
Рацион состоит из членистоногих, мелких позвоночных (например, ящериц, таких как Gymnopthalmus pleii и Anolis luciae, и лягушек, таких как Eleuthrodactylus johnstonei), а также фруктов и ягод.

## Распространение
Эндемик Малых Антильских островов, обитает только на островах Сент-Люсия и Мартиника.